# Enlil-nadin-ahi

Babilonia za panowania Kasytów.

Enlil-nadin-ahi – ostatni król Babilonii z dynastii kasyckiej; panował w latach 1157-1155 p.n.e. Wzmiankowany jest w inskrypcji na jednym z kudurru, jego imię wymieniają Babilońska lista królów A i Synchronistyczna lista królów. Poza tym mówią o nim jedynie późniejsze teksty literackie i historyczne. Według nich prowadził on wojnę z elamickim królem Kutir-Nahhunte III, w której został pokonany, pojmany i jako jeniec uprowadzony do Elamu. Pozbawiony ochrony kraj stał się łupem zwycięzców - najważniejsze miasta zostały zdobyte i splądrowane, a ludność deportowana. Klęska ta doprowadziła do upadku dynastii kasyckiej.